# Céline Yoda
Céline Yoda, née le 6 avril 1958, est une femme politique burkinabé, ministre de la Promotion de la Femme du Burkina Faso de 10 juin 2007 à avril 2011 dans le gouvernement Tertius Zongo, et diplomate.

## Biographie
Elle est diplômée de l’École normale supérieure d'enseignement technique et professionnel de Dakar (Sénégal) option économie sociale et familiale. Avant de servir dans la haute fonction publique, elle a longtemps travaillé dans les organisations non gouvernementales (ONG) et intergouvernementales. Elle fut la première femme à exercer la fonction de secrétaire générale du SPONG (Secrétariat permanent des ONG), le collectif des ONG au Burkina Faso pendant deux mandats successifs. Céline Yoda travaille par la suite au sein du système des Nations unies au FNUAP Burkina comme experte nationale « genre population et développement ». De 1997 à 2000, elle exerce la fonction de secrétaire générale du ministère de la Promotion de la Femme avant d'être nommée ambassadrice extraordinaire et plénipotentiaire du Burkina Faso auprès du Royaume de Danemark avec résidence à Copenhague le 9 mai 2001, poste qu'elle occupe jusqu'à sa nomination dans le gouvernement de Tertius Zongo.